# Santa María Álamos
Santa María Álamos är en ort i Mexiko.   Den ligger i kommunen San Joaquín och delstaten Querétaro Arteaga, i den centrala delen av landet, 180 km norr om huvudstaden Mexico City. Santa María Álamos ligger 1 519 meter över havet och antalet invånare är 439.
Terrängen runt Santa María Álamos är bergig åt nordost, men åt sydväst är den kuperad. Runt Santa María Álamos är det ganska glesbefolkat, med 22 invånare per kvadratkilometer. Närmaste större samhälle är Pacula, 14,4 km öster om Santa María Álamos. I omgivningarna runt Santa María Álamos växer huvudsakligen savannskog.